# تدرج سيامي
التدرج السيامي (الاسم العلمي: Lophura diardi) هو طائر من الدجاجيات وفصيلة التدرجية ويتبع جنس ترار. طوله نحو 80 سم. يستوطن جنوب شرق آسيا في كمبوديا ولاوس وفيتنام وتايلاند.

## روابط خارجية
- BirdLife Species Factsheet
- Red Data Book